# Peoria and Eastern Railway
 (janvier 2022).
Si vous disposez d'ouvrages ou d'articles de référence ou si vous connaissez des sites web de qualité traitant du thème abordé ici, merci de compléter l'article en donnant les références utiles à sa vérifiabilité et en les liant à la section « Notes et références ».

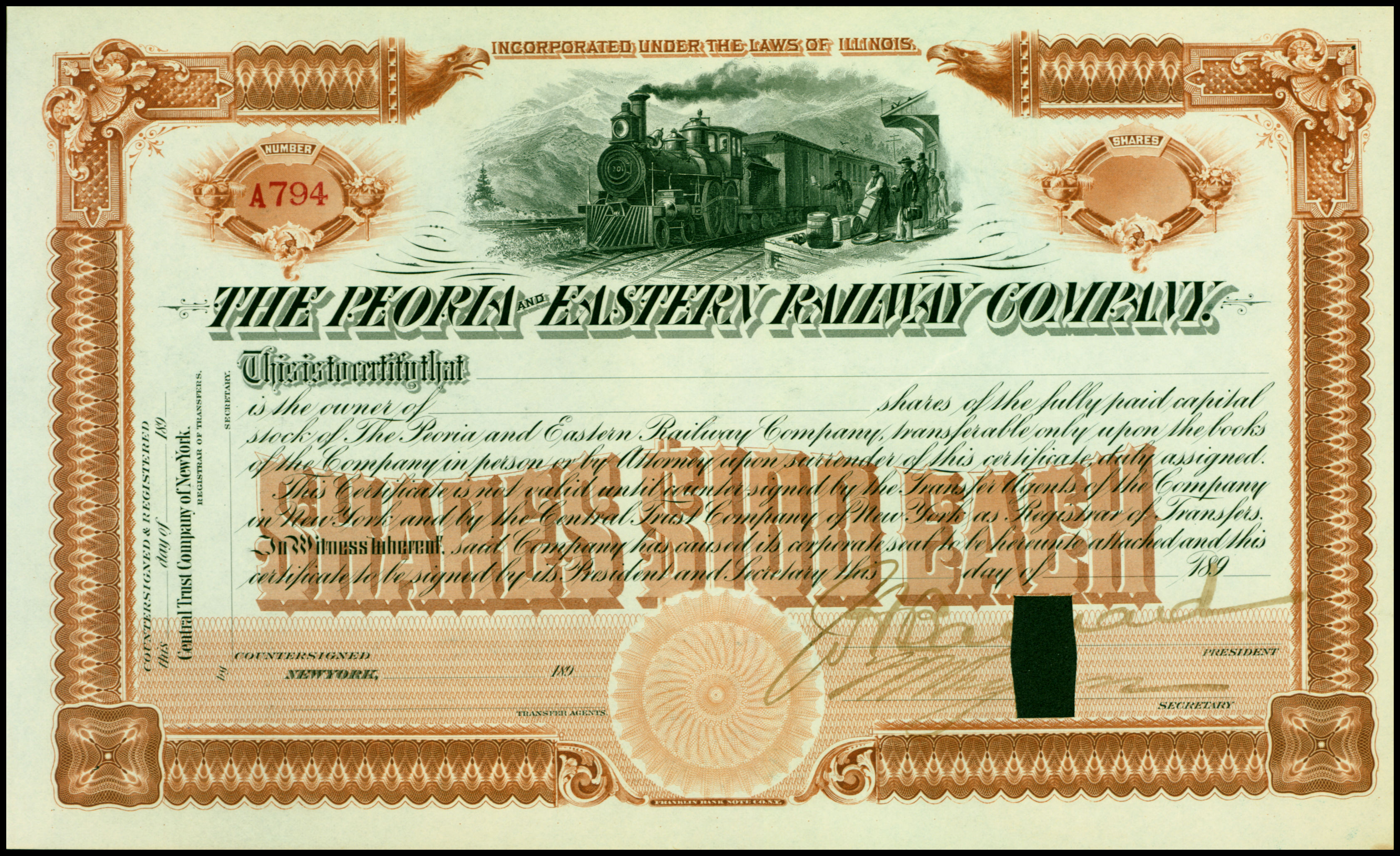
Action du Peoria and Eastern Railway, non publié, à partir des années 1890

Le Peoria and Eastern Railway (sigle de l'AAR:P&E) était un chemin de fer américain de classe I qui fut créé le 21 février 1890 dans le but de construire ou d'acquérir un chemin de fer entre Pekin, Illinois et Indianapolis, Indiana. Le lendemain il racheta l'Ohio, Indiana and Western Railway (lequel venait de subir une réorganisation) et passa un accord avec le Cleveland, Cincinnati, Chicago and St. Louis Railway, pour lui céder le contrôle et l'exploitation de cette compagnie.

## Les ancêtres de l'Ohio, Indiana and Western Railway
L'Indianapolis, Bloomington and Western Railway (IB&W) fut créé le 20 juillet 1869 à la suite de la consolidation des compagnies suivantes :
- L'Indianapolis, Crawfordsville and Danville Railroad: créé dans l'Indiana le 15 mai 1866 pour construire une ligne entre Indianapolis et Danville, Illinois;
- Le Danville, Urbana Bloomington and Pekin Railroad: créé dans l'Illinois le 28 août 1866 pour construire une ligne entre Danville, et Pekin, Illinois, ainsi qu'un prolongement jusqu'à la frontière Illinois-Indiana à la suite de l'amendement du 28 février 1867.

L'IB&W était surnommé the "I Better Walk. Sa ligne reliant Indianapolis à Pekin ouvrit le 1er octobre 1869. À la suite de la forclusion, la compagnie fut vendue le 6 février 1879, avant d'être réorganisée le 9 août 1879 sous le nom d'Indiana, Bloomington and Western Railway.
L'Indiana, Bloomington and Western Railway fit une hypothèque d'un million de dollars le 15 avril 1879 auprès de la Central Trust Company of New York pour assurer le paiement de ses obligations. Cette hypothèque (qui court toujours) concernait la ligne reliant Indianapolis, Indiana, à Pekin, Illinois.
L'Ohio, Indiana and Western Railway (OI&W) fut créé le 23 mars 1881, à la suite de la consolidation de :
- l'Indiana Bloomington and Western Railway ;
- l'Ohio Indiana and Pacific Railway, dont la ligne proposée devait relier Indianapolis, Indiana, à Springfield, Ohio. Cette extension fut ouverte en 1883.

L'Ohio Indiana and Western Railway fit à son tour une hypothèque de 500 000 $ le 2 avril 1888 auprès de la Central Trust Company of New York pour assurer le paiement de ses obligations. Cette hypothèque (qui court toujours) concernait la ligne reliant Springfield, Ohio, à Pekin, Illinois via Indianapolis, Indiana.
En 1889, l'Ohio, Indiana & Western devint insolvable; Charles H. Coster, Samuel Spencer, George T. Bliss, et Anthony J. Thomas constituèrent un comité de réorganisation le 30 octobre 1889. Le 9 janvier 1890, l'Ohio Indiana & Western et ses 2 hypothèques furent soumis à la forclusion. L'OI&W fut alors racheté par 2 hommes d'affaires de New York City, Charles H. Coster et Samuel Spencer.

## Le Peoria and Eastern Railway et le "Big Four"
Le Peoria & Eastern fut créé le 21 février 1890 dans le but de construire ou d'acquérir un chemin de fer entre Pekin, Illinois et Indianapolis, Indiana. Son capital en action était de 10 millions de dollars, et son siège social se trouvait à Danville, Illinois.
Le 22 février 1890, Coster et Spencer démantelèrent l'Ohio, Indiana & Western (OI&W) de la façon suivante :
- La ligne allant de Pekin (Illinois) à la frontière Illinois-Indiana (portion appelée "Illinois part") , fut vendue au Peoria & Eastern.
- La ligne partant de la frontière Illinois-Indiana et venant se connecter avec l'Indianapolis Union Railway situé dans Indianapolis (portion appelée "Indiana part"), fut louée au Peoria & Eastern.
- La ligne reliant l'Indianapolis Union Railway (situé dans Indianapolis) à Springfield, Ohio, fut vendue au Cleveland, Cincinnati, Chicago and St. Louis Railway (alias « Big Four ») pour la somme de 5 millions de dollars.

Ce même jour, le Cleveland, Cincinnati, Chicago and St. Louis Railway conclut un contrat avec le Peoria & Eastern, dans lequel l'exploitation et le contrôle du P&E, constitué par l'« Illinois part » et l'« Indiana part », lui était transférée ; le contrat incluait aussi 3 hypothèques : celle de 1 million de dollars de l'ex Indiana Bloomington and Western Railway, celle d'un demi-million de dollars de l'ex Ohio Indiana and Western Railway, et enfin celle de 10 millions de dollars concernant la consolidation. Le paiement annuel des intérêts était programmé sur une durée de 50 ans à partir du 1er avril 1890.
Le 15 mars 1890, Coster et Spencer abandonnèrent et transmirent leurs droits de location de l'ex OI&W au Peoria & Eastern.
Le 25 mars 1890, le Peoria and Eastern Railway et le Cleveland, Cincinnati, Chicago and St. Louis Railway exposèrent les garanties et les clauses de l'accord entre les deux sociétés de chemin de fer relatives aux intérêts sur les obligations.

## Le « Big Four » et ses successeurs
En 1906, le Big Four fut acquis par le New York Central Railroad. 
Les lignes du Big Four furent ensuite incorporées au Penn Central en 1968, à la suite de la fusion de Pennsylvania Railroad et du New York Central Railroad. Le Penn Central se déclara en banqueroute en 1970, et en 1976, une grande partie des lignes du Big Four rejoignirent le réseau de Conrail. 
Conrail ferma les installations de Bellefontaine en 1983. Il fut ensuite privatisé en 1987, puis divisé en 1999 entre le Norfolk Southern Railway et le CSX Transportation.

### Source
History of The Cleveland Cincinnati Chicago and St Louis Railway and its predecessors from the 1913 Annual Report of The New York Central Railroad System.